# Pat Nixon
Thelma Catherine "Pat" Ryan Nixon (16 tháng 3 năm 1912 - 22 tháng 6 năm 1993) là vợ của Richard Nixon, tổng thống thứ 37 của Hoa Kỳ và trở thành Đệ Nhất Phu nhân của nước Mỹ từ 1969 đến 1974. Bà thường được biết đến với cái tên ngắn gọn Pat Nixon.
Sinh ra tại Nevada nhưng lớn lên tại Los Angeles, California. Bà tốt nghiệp trung học năm 1929 và theo học trường cao đẳng Fullerton, sau đó là Đại học Nam California. Để trả tiền học phí bà đã phải làm rất nhiều việc, bao gồm dược sĩ, người đánh máy thuê và nhân viên X quang. Năm 1940, bà kết hôn với luật sư Richard Nixon, họ có hai người con. Bà cùng chồng tham gia 2 chiến dịch thành công của quốc hội năm 1946 và 1948. Richard Nixon sau đó trở thành phó tổng thống dưới thời Dwight D. Eisenhower, bà cùng với chồng thực hiện nhiều nhiệm vụ giành được thiện cảm của giới truyền thông. Bà đã trợ giúp cho chồng trong cả hai chiến dịch tranh cử không thành công năm 1960 lẫn chiến dịch tranh cử thành công năm 1968.
Với tư cách là Đệ Nhất Phu nhân đầu tiên của Hoa Kỳ, Pat Nixon khuyến khích nâng cao các hoạt động từ thiện, bao gồm hoạt động tình nguyện. Pat là Đệ Nhất Phu nhân có nhiều chuyến đi nước ngoài nhất, bà đã thăm 80 quốc gia và cũng là Đệ Nhất Phu nhân đầu tiên tới thăm một chiến trường. Những chuyến đi này đã giúp bà giành được tình cảm của giới truyền thông cũng như những nước chủ nhà. Sau khi tái đắc cử tổng thống năm 1972, tổng thống Nixon từ chức 2 năm sau đó do vụ bê bối Watergate và Pat Nixon cũng thôi nhiệm vụ chính trị từ thời điểm đó.
Sau này bà ít xuất hiện trước công chúng hơn. Bà và chồng trở về California và sau đó chuyển tới New Jersey. Pat trải qua 2 cơn tai biến mạch máu não - một lần năm 1976 và một lần năm 1983 - bà bị phát hiện ung thư phổi đầu thập niên 1990. Pat Nixon qua đời năm 1993 ở tuổi 81.